# Kielno (jezioro)
Kielno (kaszb. Jezoro Kiélno) – jezioro wytopiskowe na Pojezierzu Kaszubskim w powiecie wejherowskim województwa pomorskiego. Jezioro służy głównie rekreacji mieszkańców pobliskiego Trójmiasta. Południowe, zachodnie i wschodnie brzegi jeziora są objęte zabudowaniami wsi Kielno.